# 1UP
1UP（ワンナップ、ワンアップ、いちアップ）は、コンピューターゲーム用語のひとつ。残機制が採用されているゲームにおいて、自機あるいは主人公キャラクターの残機数が1つ増えることである。エクストラ（Extra）、エクステンド（Extend）とも呼ばれる。

## 概要
ミスをした場合に残機が減少してしまうのとは逆に、特定の条件を満たすことで残機が増加すること。再挑戦可能な回数（ひいてはゲームをクリアできる可能性）の増加という、プレイヤーにとって有利な結果をもたらす。
条件は「スコアを規定の点数獲得する」「特定のアイテムを（規定数）手に入れる」「ミニゲームをクリアする」など、ゲームによって様々であり、特にスコアによるものの場合、特定の点数に達した場合にのみ行われるものと、一定点数獲得ごとに何度でも行われるものとが存在し、後者はエブリエクステンド（Every Extend、「エブリ」と略記されることも）と呼ばれる。アーケードゲームのクレジット投入画面において、「BONUS FOR（AT） ～PTS.」といった表現が見受けられるが、ここでいう「BONUS」とは単にエクステンドの事を指す。
"UP" の前の数字は増加する残機の数を示しており、一度に残機が2つ以上増加する場合は 2UP（ツーアップ）、3UP（スリーアップ）といった表現が用いられる。また、残機数を1増やすパワーアップアイテムそのものを1UP（ワンナップ）と呼ぶこともある。
仕様もしくはプログラム上の理由により残機数に上限（255や99など）がある場合、上限を超えた残機の増加は無効とされるか、ゲームによってはバグの発生原因となる。

## 歴史
"1UP"の語源は明らかになっていない。
一般的なピンボールゲームではプレイヤーに複数回のプレイ機会が与えられており、ボールがガターに落ちたときは次のボールが用意され、ゲームを続けることができる。またプレイヤーが特定の条件（ハイスコアなど）を達成すると、「追加ボール」または「追加ライフ」を受け取るシステムとなっている。こうした「複数回のライフ」という概念は後のアーケードゲームにも引き継がれ、1980年代以後のビデオゲームでは、他の部分では「リアル」志向の戦闘ゲームも含め、複数のライフ（残機）がごく一般的になっていた。
"1UP"という表記そのものが最初に使われたのは、多人数プレイ型のピンボールゲームやその他のアーケードゲームである。これらのゲームでは、"1UP"は第1プレイヤーの手番を、"2UP"は第2プレイヤーの手番を意味していた。多人数プレイでも一人ずつが交代で遊ぶシステムが主流だった初期のビデオゲームにおいては、現在プレイ中のプレイヤー側の"1UP"や"2UP"が点滅することで、どちらの手番かを示す役割、および同時に各プレイヤーのスコアと併記することで、誰のスコアであるかを示す役割を持たせていることがほとんどであった。しかし、時期が進むにつれ、プレイヤー交代制にもかかわらず、もしくは複数人が同時にプレイできて手番を示す必要がないために"1UP"表記を用いながらも点滅せず手番を示さないゲームが多くなり、単に慣用的に各プレイヤーのスコアを区別する意味だけを持った使われ方に変化していった。
同時に1人しか遊ぶことができない標準的なピンボール台の仕様で多人数プレイをするにはプレイヤーの交代が必要だったことから、一部の界隈では、"1UP"は"player 1, step up to the machine."（第1プレイヤーはマシンの前にどうぞ）の短縮形だったと考えられている。また、1980年代初期にビデオゲームとピンボールの両方をリリースしていた米スターン・エレクトロニクス社のいくつかのビデオゲームにおいては、各プレイヤーのゲーム開始時、多くのゲームで用いられる"PLAYER 1 READY"のかわりに"PLAYER 1 UP"という表現が用いられていた（これらのゲームでは、スコアの部分は"1ST"や"2ND"などの表記となっており、点滅もしない）。
"1UP"という表記が「残ライフの追加」という意味で最初に使われたのは『スーパーマリオブラザーズ』である。このゲームでは、プレイヤーはコインを100枚集めたり1UPキノコを取ることで追加ライフを獲得できた。